# Lunedì nero

Indice FTSE 100 della Borsa di Londra (dal 19 giugno 1987 al 19 gennaio 1988)

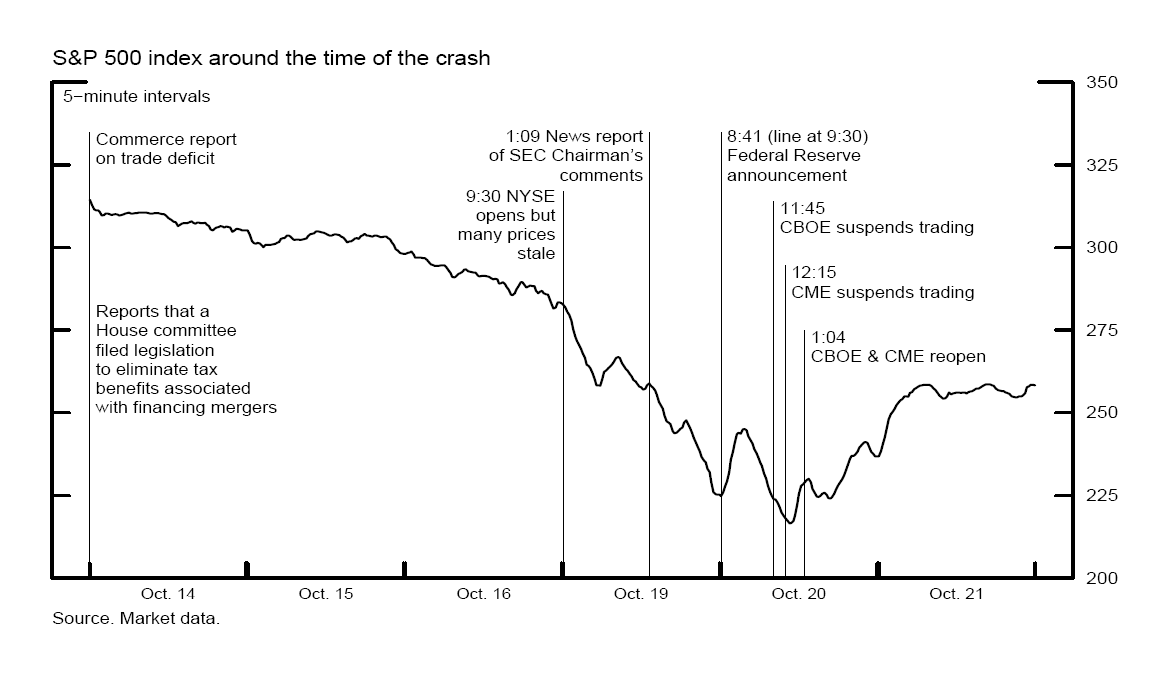
Cronologia compilata dalla Federal Reserve

In finanza, il lunedì nero fu il 19 ottobre 1987: in quel giorno, i mercati mondiali subirono un'improvvisa discesa del valore dei titoli quotati.

## Antefatti
Con gli accordi del Plaza (1985) e del Louvre (1987) si era tentato di trovare una soluzione al problema dell'allineamento dei cambi valutari, dopo la fine del periodo delle crisi petrolifere degli anni '70. Tali accordi, però, erano minati dalla volontà dei diversi governi di voler tornare ad aumentare i tassi di interesse.

## Avvenimenti
Il primo mercato colpito dal crollo fu Hong Kong, cui seguirono l'Europa occidentale e gli Stati Uniti d'America. Altri mercati avevano già subito perdite altrettanto rilevanti. L'indice americano Dow Jones registrò una perdita del 22,61% (record storico, in percentuale), e l'improvviso crollo provocò danni anche ai mercati italiani.

## Conseguenze
A livello di danni, il crollo risultò essere il più grave dell'intera storia economica. Il rischio di una nuova "grande depressione" fu però rapidamente scongiurato, grazie alla ripresa dei corsi avvenuta nei mesi successivi all'evento.

## Filmografia
- The Wolf of Wall Street (2013)
- Black Monday – serie TV (2019-2021)